# 2002-es junior atlétikai világbajnokság
A 2002-es junior atlétikai világbajnokság volt a kilencedik junior vb. 2002. július 16-tól július 21-ig rendezték a jamaicai Kingstonban.

## Eredmények

### Férfiak
| Versenyszám        | Arany                                                                              | Arany       | Ezüst                                                                | Ezüst       | Bronz                                                                | Bronz       |
| ------------------ | ---------------------------------------------------------------------------------- | ----------- | -------------------------------------------------------------------- | ----------- | -------------------------------------------------------------------- | ----------- |
| 100 m              | Darrel Brown · TRI                                                                 | 10.09 CR    | Marc Burns · TRI                                                     | 10.18 PB    | Willie Hordge · USA                                                  | 10.36       |
| 200 m              | Usain Bolt · JAM                                                                   | 20.61       | Brendan Christian · ANT                                              | 20.74       | Wes Felix · USA                                                      | 20.82 PB    |
| 400 m              | Darold Williamson · USA                                                            | 45.37       | Jonathan Fortenberry · USA                                           | 45.73       | Jermaine Gonzales · JAM                                              | 45.84 PB    |
| 800 m              | Alex Kipchirchir · KEN                                                             | 1:46.59     | Salem Amer Al-Badri · QAT                                            | 1:46.63 NJR | David Fiegen · LUX                                                   | 1:46.66     |
| 1500 m             | Yassine Bensghir · MAR                                                             | 3:40.72 PB  | Abdulrahman Suleiman · QAT                                           | 3:41.72     | Samwel Mwera · TAN                                                   | 3:41.75     |
| 5000 m             | Hillary Chenonge · KEN                                                             | 13:28.30 CR | Markos Geneti · ETH                                                  | 13:28.83 SB | Gebre-egziabher Gebremariam · ETH                                    | 13:29.13    |
| 10 000 m           | Gebre-egziabher Gebremariam · ETH                                                  | 29:02.71    | Sileshi Sihine · ETH                                                 | 29:03.74    | Solomon Bushendich · KEN                                             | 29:05.96    |
| 110 m gát          | Antwon Hicks · USA                                                                 | 13.42       | Shi Dongpeng · CHN                                                   | 13.58       | Shamar Sands · BAH                                                   | 13.67       |
| 400 m gát          | Louis Jacob van Zyl · RSA                                                          | 48.89 CR    | Kenneth Ferguson · USA                                               | 49.38 PB    | Bershawn Jackson · USA                                               | 50.00 PB    |
| 3000 m akadály     | Michael Kipyego · KEN                                                              | 8:29.54     | David Kirwa · KEN                                                    | 8:31.44     | Abubaker Ali Kamal · QAT                                             | 8:33.67 NJR |
| 10 000 m gyaloglás | Vladimir Kanaykin · RUS                                                            | 41:41.40    | Xu Xingde · CHN                                                      | 41:44.00    | Lu Ronghua · CHN                                                     | 41:46.07    |
| 4 × 100 m váltó    | USA · Ashton Collins · Wes Felix · Ivory Williams · Willie Hordge                  | 38.92 WJR   | JAM · Winston Hutton · Orion Nicely · Yhann Plummer · Usain Bolt     | 39.15 NJR   | TRI · Chevon Simpson · Marc Burns · Kevon Holder · Darrel Brown      | 39.17 NJR   |
| 4 × 400 m váltó    | USA · Kenneth Ferguson · Darold Williamson · Ashton Collins · Jonathan Fortenberry | 3:03.71     | JAM · Sekou Clarke · Usain Bolt · Jermaine Myers · Jermaine Gonzales | 3:04.06 NJR | JPN · Yamauchi Fujio · Daisuke Sakai · Yuki Yamaguchi · Yosuke Inoue | 3:05.80 AJR |
| magasugrás         | Andra Manson · USA                                                                 | 2.31 WLJ    | Zhu Wannan · CHN                                                     | 2.23 PB     | Germaine Mason · JAM                                                 | 2.21        |
| rúdugrás           | Maksym Mazuryk · UKR                                                               | 5.55 WLJ    | Vladyslav Revenko · UKR                                              | 5.55 WLJ    | Vincent Favretto · FRA                                               | 5.40        |
| távolugrás         | Ibrahim Abdulla Al-Waleed · QAT                                                    | 7.99 PB     | Fabrice Lapierre · AUS                                               | 7.74 PB     | Trevell Quinley · USA                                                | 7.71 PB     |
| hármasugrás        | Arnie David Giralt · CUB                                                           | 16.68       | Li Yanxi · CHN                                                       | 16.66 PB    | Aleksandr Sergeyev · RUS                                             | 16.55       |
| súlylökés          | Edis Elkasevic · CRO                                                               | 21.47 WLJ   | Sean Shields · USA                                                   | 20.54       | Mika Vasara · FIN                                                    | 20.50       |
| diszkoszvetés      | Wu Tao · CHN                                                                       | 64.51 WLJ   | Dmitriy Sivakov · BLR                                                | 62.00       | Michal Hodun · POL                                                   | 61.74       |
| gerelyhajítás      | Igor Janik · POL                                                                   | 74.16       | Vladislav Shkurlatov · RUS                                           | 74.09 PB    | Jung Sang-Jin · KOR                                                  | 73.99 PB    |
| kalapácsvetés      | Werner Smit · RSA                                                                  | 76.43       | Ali Mohamed Al-Zinkawi · KUW                                         | 73.69       | Aliaksandr Kazulka · BLR                                             | 72.72       |
| tízpróba           | Leonid Andreev · UZB                                                               | 7693        | Nadir El Fassi · FRA                                                 | 7677        | Mikko Halvari · FIN                                                  | 7587        |

### Nők
| Versenyszám        | Arany                                                                        | Arany        | Ezüst                                                                         | Ezüst       | Bronz                                                                         | Bronz       |
| ------------------ | ---------------------------------------------------------------------------- | ------------ | ----------------------------------------------------------------------------- | ----------- | ----------------------------------------------------------------------------- | ----------- |
| 100 m              | Lauryn Williams · USA                                                        | 11.33 PB     | Simone Facey · JAM                                                            | 11.43 PB    | Marshevet Hooker · USA                                                        | 11.48       |
| 200 m              | Vernicha James · GBR                                                         | 22.93 PB     | Anneisha McLaughlin · JAM                                                     | 22.94 PB    | Sanya Richards · USA                                                          | 23.09       |
| 400 m              | Monique Henderson · USA                                                      | 51.10 SB     | Sanya Richards · USA                                                          | 51.49       | Sheryl Morgan · JAM                                                           | 52.61       |
| 800 m              | Janeth Jepkosgei · KEN                                                       | 2:00.80 WLJ  | Lucia Klocová · SVK                                                           | 2:01.73     | Juliana Paula de Azevedo · BRA                                                | 2:03.81 PB  |
| 1500 m             | Viola Kibiwot · KEN                                                          | 4:12.57 PB   | Berhane Herpassa · ETH                                                        | 4:13.59     | Olesya Syreva · RUS                                                           | 4:14.32 PB  |
| 3000 m             | Meseret Defar · ETH                                                          | 9:12.61      | Mariem Alaoui Selsouli · MAR                                                  | 9:16.28 PB  | Olesya Syreva · RUS                                                           | 9:16.58 PB  |
| 5000 m             | Meseret Defar · ETH                                                          | 15:54.94     | Tirunesh Dibaba · ETH                                                         | 15:55.99    | Vivian Cheruiyot · KEN                                                        | 15:56.04    |
| 100 m gát          | Anay Tejeda · CUB                                                            | 12.81        | Agnieszka Frankowska · POL                                                    | 13.16       | Tina Klein · GER                                                              | 13.23       |
| 400 m gát          | Lashinda Demus · USA                                                         | 54.70 WJR    | Melanie Walker · JAM                                                          | 56.03       | Camille Robinson · JAM                                                        | 56.14 PB    |
| 10 000 m gyaloglás | Fumi Mitsumura · JPN                                                         | 46:01.51 NJR | Liu Siqi · CHN                                                                | 46:07.15    | Maryna Tsikhanava · BLR                                                       | 46:14.67 SB |
| 4 × 100 m váltó    | JAM · Sherone Simpson · Kerron Stewart · Anneisha McLaughlin · Simone Facey  | 43.40 CR     | USA · Lauryn Williams · Ashlee Williams · Shalonda Solomon · Marshevet Hooker | 43.66       | GBR · Jade Lucas-Read · Jeanette Kwakye · Amy Spencer · Vernicha James        | 44.22 PB    |
| 4 × 400 m váltó    | USA · Christina Hardeman · Monique Henderson · Tiffany Ross · Lashinda Demus | 3:29.95 NJR  | GBR · Kim Wall · Amy Spencer · Vernicha James · Lisa Miller                   | 3:30.46 NJR | RUS · Yelena Mygunova · Mariya Dryakhlova · Yuliya Gushchina · Tatyana Popova | 3:34.49     |
| magasugrás         | Blanka Vlašić · CRO                                                          | 1.96 WLJ     | Anna Ksok · POL                                                               | 1.87        | Petrina Price · AUS                                                           | 1.87        |
| rúdugrás           | Floé Kühnert · GER                                                           | 4.40 CR      | Yuliya Golubchikova · RUS                                                     | 4.30        | Nataliya Belinskaya · RUS                                                     | 4.20        |
| távolugrás         | Adina Anton · ROM                                                            | 6.46 PB      | Wang Lina · CHN                                                               | 6.36        | Esther Aghatise · NGR                                                         | 6.34        |
| hármasugrás        | Mabel Gay · CUB                                                              | 14.09        | Arianna Martínez · CUB                                                        | 13.74       | Keila da Silva Costa · BRA                                                    | 13.70       |
| súlylökés          | Valerie Adams · NZL                                                          | 17.73 AJR    | Zhang Ying · CHN                                                              | 16.76       | Laura Gerraughty · USA                                                        | 16.62       |
| diszkoszvetés      | Ma Xuejun · CHN                                                              | 58.85 PB     | Xu Shaoyang · CHN                                                             | 57.87       | Seema Antil · IND                                                             | 55.83       |
| gerelyhajítás      | Linda Brivule · LAT                                                          | 55.35 PB     | Ilze Gribule · LAT                                                            | 54.16 SB    | Urszula Jasinska · POL                                                        | 54.06       |
| kalapácsvetés      | Ivana Brkljačić · CRO                                                        | 65.39        | Martina Danišová · SVK                                                        | 63.91       | Yuliya Rozenfeld · RUS                                                        | 60.83 PB    |
| hétpróba           | Carolina Klüft · SWE                                                         | 6470 WJR     | Olga Alekseyeva · KAZ                                                         | 5727        | Olga Levenkova · RUS                                                          | 5712        |